# 효돈동
효돈동(孝敦洞)은 대한민국 제주특별자치도 서귀포시의 행정동이다. 법정동 신효동, 하효동을 관할한다. 면적은 6.6km2이며, 인구는 2016년 1월 31일을 기준으로 2,045세대, 5,110명이다.

## 개요
효돈동은 한라산 남쪽 바로 앞자락에 자리 잡고 있어 감귤 주산지로 널리 알려져 있다. 법률 제3425호(1981년 4월 13일 공포)에 의해 서귀읍 일원과 중문면을 통합하여 서귀포시를 설치(1981년 7월 1일)할 때 이루어진 12개 동 중 하나로, 옛 신효리와 하효리를 통합하여 만든 동이다.

## 법정동
- 신효동(新孝洞)
- 하효동(下孝洞)